# Robson dos Santos Fernandes
Robson dos Santos Fernandes (Campinas, São Paulo, Brasil, 30 de mayo de 1991) es un futbolista brasileño que juega como delantero en el Novorizontino del Campeonato Brasileño de Serie B.

## Trayectoria
Robson nació en Campinas y jugó al fútbol juvenil para Ponte Preta. Hizo su debut en el primer equipo del club el 28 de febrero de 2010, comenzando en una derrota por 1 a 3 como visitante contra Grêmio Barueri en el Campeonato Paulista.
Posteriormente, Robson se trasladó a São Caetano y tuvo períodos de préstamo en Comercial-SP, Anapolina, Ferroviária y Rio Claro antes de consolidarse como titular en 2014. En el año siguiente, fue el máximo goleador del Azulão en la Serie D con ocho goles, pero aún dejó el club en diciembre de 2015.
El 14 de diciembre de 2015, Robson firmó con el club de la Serie B, Paraná, hasta noviembre del año siguiente. Después de marcar ocho goles en 21 partidos de liga, renovó hasta el final de 2017 con el club y fue cedido a préstamo a São Paulo el 9 de septiembre de 2016.
Robson hizo su debut en la Serie A el 11 de septiembre de 2016, ingresando como sustituto en los minutos finales por Kelvin en una victoria por 3 a 1 en casa contra Figueirense.